# Eclipse solar del 20 de marzo de 2015

Eclipse solar del 20 de marzo de 2015

Animación del eclipse.

El 20 de marzo de 2015 tuvo lugar un eclipse solar total con una magnitud de 1.045.
El fenómeno se pudo apreciar más completo en altas latitudes del hemisferio norte, de ahí que gran parte de Europa y Asia lo pudieron contemplar de forma parcial, pudiéndose ver de forma total únicamente en las Islas Feroe y Svalbard situadas entre Noruega e Islandia. Sin embargo, en países como Estados Unidos y Latinoamérica no pudieron apreciarlo de ningún modo.
El fenómeno finalizó entre las 11:06 y las 11:31 de la mañana.
La mayor duración de la totalidad ha sido de 2 minutos y 47 segundos frente a la costa de las Islas Feroe.
Al final de este camino, la sombra de la Luna se alejara de la superficie de la Tierra (al espacio) solo en la zona polar. Y exactamente en el día del equinoccio, cuando el Sol está en el horizonte y se levanta después del semestre de la noche polar.
El eclipse se pudo ver desde Europa y en diferentes grados de parcialidad según la latitud. Desde Islandia y Escandinavia es prácticamente total. Y completamente total se ve desde 90º de latitud norte, en el polo norte. De este modo desde el polo norte se vio la secuencia del eclipse en paralelo al horizonte. 
Este eclipse total de Sol no solo se produce en el equinoccio sino que también es inmediatamente anterior a un eclipse total de Luna que ocurre 15 días después, el eclipse lunar de abril de 2015.
Últimamente, la producción eléctrica europea se fue acercando a las fuentes solares, lo que el 20 de marzo podrían paralizar la red de electricidad por unos momentos. Los responsables nacionales de redes eléctricas europeas implementaron procedimientos especiales para evitar los cortes de electricidad para algunos consumidores.
Así que, para ver otro eclipse solar de las mismas condiciones que el que se espera, habría que esperar hasta el 12 de agosto de 2026.
Este año, el eclipse solar total fue especial, pues ocurrió horas antes del equinoccio, el momento en que el Sol cruza la línea imaginaria que divide la Tierra en dos mitades y que hace que el día y la noche tengan la misma duración.
Observándolo a escala de tiempo del ciclo metónico de 19 años, este eclipse total equinoccial es el primero de una serie de tres eclipses totales equinocciales consecutivos distanciados por 19 años. De hecho, explorando con el software planetario de Stellarium, el próximo eclipse total en equinoccio ocurrirá en 2034 y es el más preciso del terceto puesto que se podrá ver como total desde el ecuador, que es el círculo del planeta en cuyo mediodía los rayos del Sol inciden directamente en los equinoccios. Por tanto este eclipse equinoccial total de 2015 es el primero de la serie de tres en un periodo de 38 años que en tiempo lunar son 470 meses lunares, ciclos de fases o ciclos sinódicos.

## Galería

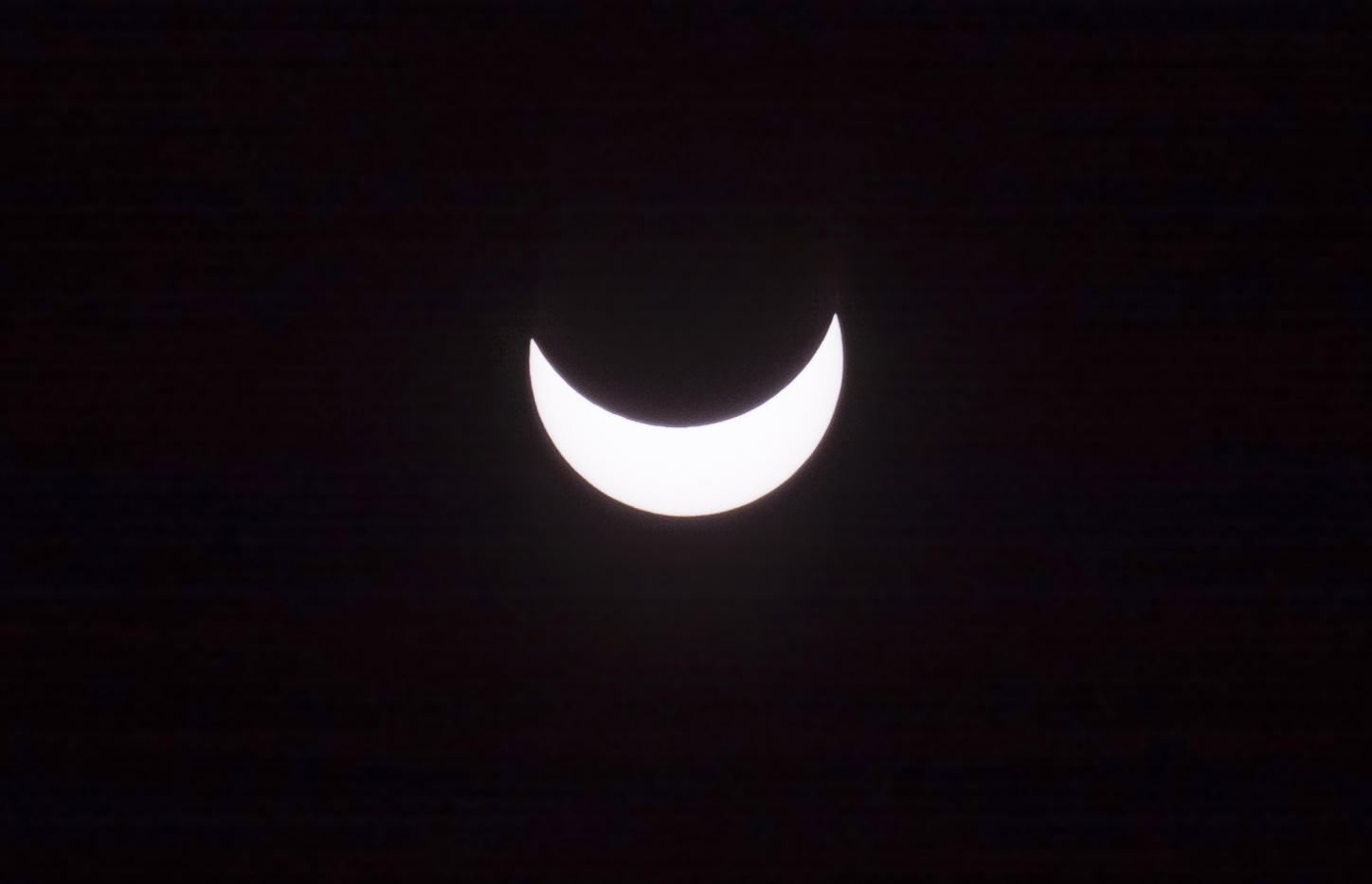
Kłodzko, Polonia 10:54 (UTC+1)
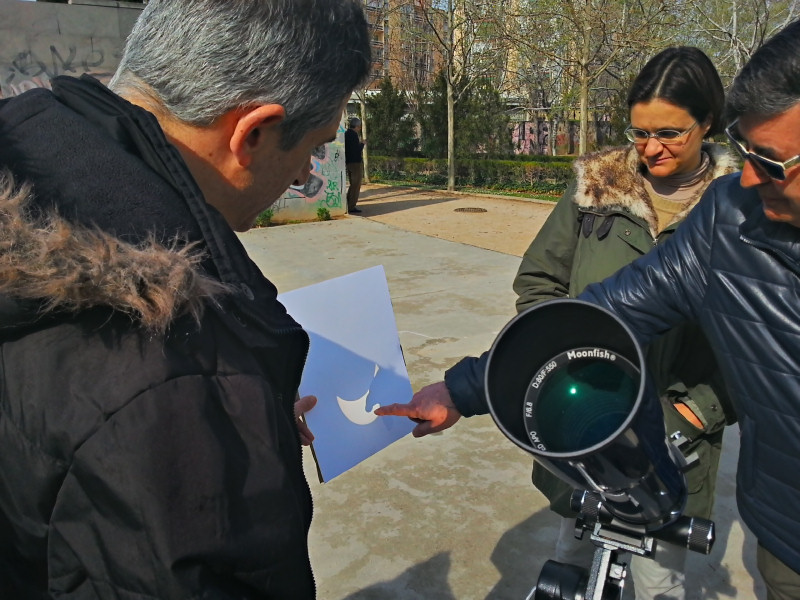
Eclipse en España, Zaragoza.
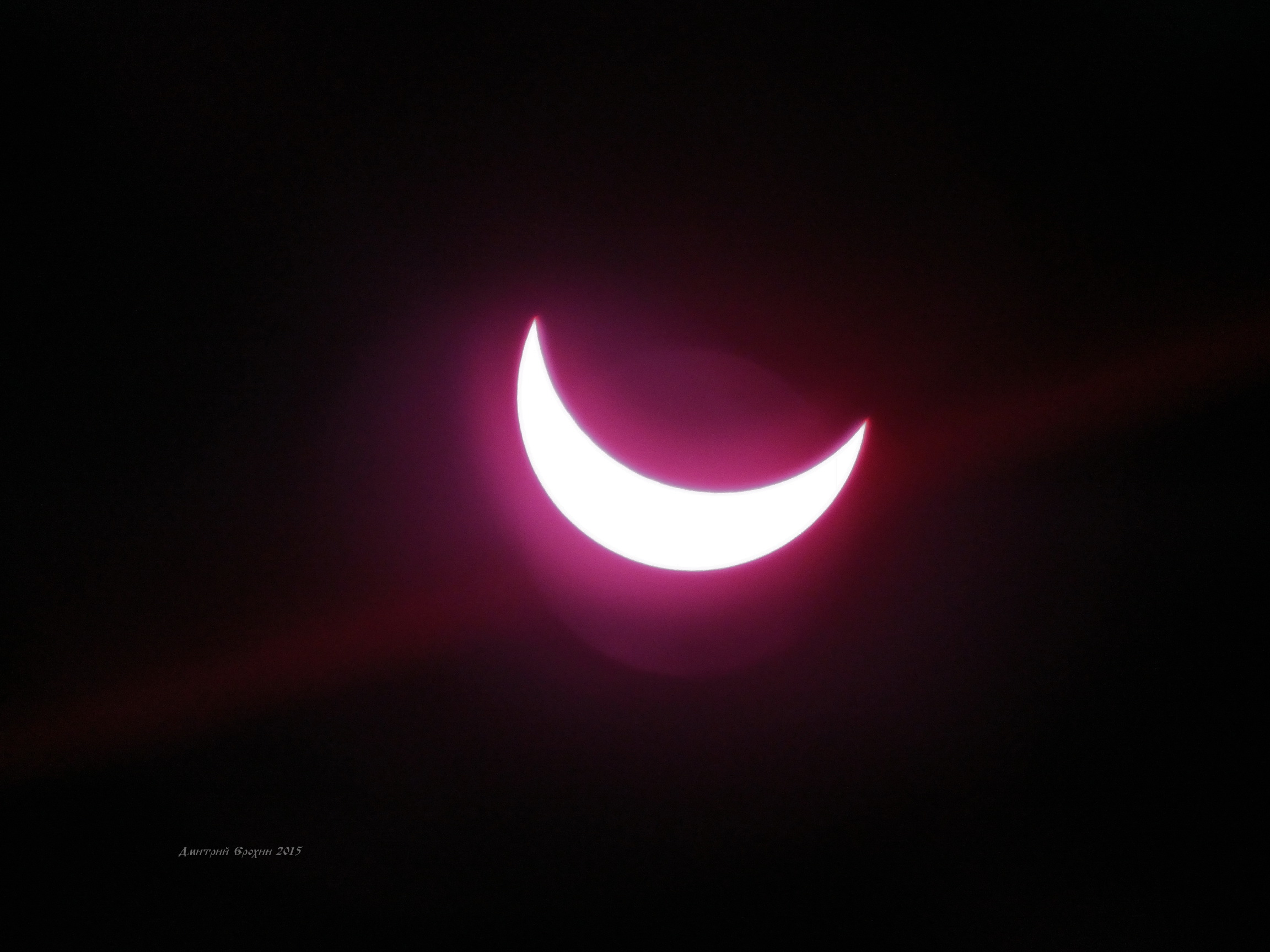
Múrmansk, Rusia 13:25 (UTC+3)
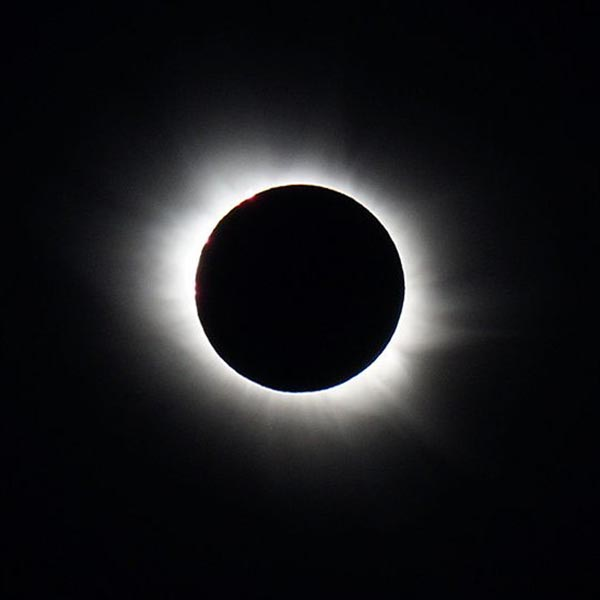
Eclipse total en Longyearbyen, Svalbard, Noruega